# Нотозеро (озеро, Кандалакшский район)
Нотозеро — пресноводное озеро на территории городского поселения Зеленоборского и сельского поселения Зареченск Кандалакшского района Мурманской области.
Является частью Княжегубского водохранилища.

## Общие сведения
Площадь озера — 69,1 км², площадь водосборного бассейна — 2140 км². Располагается на высоте 37,2 метров над уровнем моря.
Форма озера лопастная, продолговатая: оно более чем на 25 км вытянуто с запада на восток. Берега изрезанные, каменисто-песчаные, преимущественно возвышенные, местами заболоченные.
Через озеро течёт река Лопская, впадающую в озеро Пажма, являющееся частью Ковдозера. Через последнее протекает река Ковда, впадающая, в свою очередь, в Белое море.
Также в Нотозеро впадают:
- протока Винча, являющаяся ответвлением от Лопской и несущая воды озёр Пайозера и Челозера и Кукас;
- река Нольозерская, несущая воды озёр Кундомаярви, Нольозера и Верхней Пажмы;
- река Воронья, несущая воды озера Дядина;
- безымянные водотоки, текущие из озёр Васькиярви, Лисьего и Нерпозера.

В озере расположено несколько десятков островов различной площади, рассредоточенных по всей площади водоёма. Наиболее крупные: Лайд, Сосновый (Мяндо), Рахка, Коровий и Петро.
Населённые пункты вблизи водоёма отсутствуют.
Код объекта в государственном водном реестре — 02020000611102000001679.